# Consonant sorda
En fonètica articulatòria, una consonant sorda és una consonant articulada sense la vibració de les cordes oposant-se al so, al contrari d'una consonant sonora. La sonoritat és un dels paràmetres usats en fonètica per a descriure un fonema, juntament amb el punt d'articulació i el mode d'articulació.

## Tipus
- Consonant ejectiva
- Fricativa alveolar sorda
- Fricativa dental sorda
- Fricativa faríngia sorda
- Fricativa postalveolar sorda
- Fricativa velar sorda
- Oclusiva alveolar sorda
- Oclusiva bilabial sorda
- Oclusiva palatal sorda
- Oclusiva retroflexa sorda
- Oclusiva velar sorda